# Día de la Enfermería Peruana
El Día de la Enfermería Peruana (también denominado Día de la Enfermera Peruana o Día del Enfermero Peruano) es una celebración en Perú cada 30 de agosto que rinde homenaje a las y los profesionales de enfermería y que conmemora la bula papal de Pio XII nombrando a Santa Rosa de Lima como patrona de esta rama sanitaria en todo el territorio nacional peruano.
La celebración fue establecida en 1955 por el gobierno de Manuel Odría al conocerse el documento de Pio XII que coincidía en su fecha de promulgación con el onomástico de la santa limeña.